# Ідіна Мензел
Ідіна Кім Мензел (англ. Idina Kim Menzel, при народженні Ментцель, англ. Mentzel; нар. 30 травня 1971, Нью-Йорк) — американська акторка, співачка та авторка пісень.
Мензел відома своєю роботою в мюзиклах на Бродвеї, отримала номінацію на премію «Тоні» за найкращу жіночу роль у рок-мюзиклі «Богема» (1996), а також премію «Тоні» за найкращу жіночу роль у мюзиклі «Зла» (2003). Вона відома за ролями Шелбі Коркоран у музичному телесеріалі «Хор» (2010—2013 рр.), Ненсі Тремейн у фільмі «Зачарована» 2007 року від Disney, а також за озвучування Королеви Ельзи у мультфільмі «Крижане серце» 2013 року від Walt Disney Animation Studios, в якому вона виконала пісню «Let It Go», нагороджену премією Оскар та премією «Ґреммі».
Вона отримала нагороди American Music Award, Billboard Music Award та «Тоні», а також номінації на денну премію «Еммі», три премії Ліги Драми та чотири премії «Драма Деск». У 2019 році Мензел отримала зірку на Голлівудській алеї слави, а у 2022 році була названа Легендою Disney.

## Життєпис
Ідіна Кім Ментзел народилася 30 травня 1971 року. Її батьківщиною різні видання називають Квінз або Сьоссет. Вона росла у Сьоссеті, її мати Гелен — терапевтка, а батько Стюарт Ментзел — продавець піжам. В неї є молодша сестра Кара. Родина Мензель сповідує юдаїзм, а бабусі й дідусі емігрували зі Східної Європи. Мензель відвідувала Сьоссетську середню школу.
Коли Мензель виповнилось 15 років, її батьки розлучились, а дівчина почала працювати співачкою на весіллях та бар-міцвах. Вона працювала на цій роботі протягом навчання у Школі мистецтв Тіша Нью-Йоркського університету, де здобула ступінь бакалавра образотворчих мистецтв за фахом драми.
Ідіна спростила своє прізвище, відкинувши літеру «т», щоб його було простіше відтворювати так, як воно вимовляється в Америці. Мензел та актор Адам Паскаль мали дружні стосунки ще до спільної праці у мюзиклі «Богема».

### Театральна кар'єра

#### «Богема» та «Дика вечірка» (1996—2000)
У 1995 році Мензел пройшла прослуховування рок-мюзиклі «Богема», яка стала її першою професійною роботою в театрі та дебютом на Бродвеї. Прем'єра мюзиклу відбулася 26 січня 1996 року оф-бродвей в нью-йоркській Театральній майстерні, але через свою популярність його було перенесено до бродвейського Нідерландського театру. За виконання ролі Морін Джонсон в оригінальному складі мюзиклу Мензел отримала номінацію на премію «Тоні» за найкращу жіночу роль у мюзиклі, програвши Енн Дюкейн за «Bring in 'da Noise, Bring in 'da Funk». Її останній виступ у мюзиклі відбувся 1 липня 1997 року. Попри блискучу гру в «Богемі», Мензел не досягла негайного успіху, на який очікувала, стверджуючи, що згодом залишилася в «невідомості» на наступні вісім років.
Після успіху «Богеми» Мензел випустила свій перший сольний альбом під назвою «Still I Can't Be Still» на лейблі Hollywood Records. Мензел також виконала роль Дороті у виставі «Літо 42-го» в оперному театрі Гудспід у Коннектикуті, зіграла роль Шейли у постановці «Волосся» у Нью-Йоркському центрі «На біс!» і з'явилася на Бродвеї в ролі Амнеріс в «Аїді». Мензел була номінована на премію «Драма Деск» за роль Кейт у позабродвейській постановці «Дика вечірка» Ендрю Ліппи в Мангеттенському театральному клубі у 2000 році. Серед її інших позабродвейських робіт — участь у передбродвейських постановках п'єс «Богема» та «Монологи вагіни».

#### «Зла», «Якщо/Тоді», «Skintight» та «WILD» (2003—2021)
У 2003 році вона зіграла разом із Крістін Ченовет на Бродвеї роль Ельфаби в мюзиклі Стівена Шварца та Вінні Гольцмана «Зла», за мотивами роману Грегорі Магвайра 1995 року «Зла: Життя і часи злої відьми Заходу». Невдовзі після пробного показу у Сан-Франциско, 8 жовтня 2003 року, розпочалися попередні покази, а офіційна прем'єра відбулася 30 жовтня. Виступ Мензел у ролі Ельфаби, Злої Відьми Заходу, отримав схвальні відгуки критиків, за що вона отримала премію «Тоні» за найкращу жіночу роль у мюзиклі. Персонаж Мензел також приніс їй віддану фан-базу, особливо серед молодих дівчат, які співпереживали її незрозумілому персонажу, а також серед гей-спільноти. Мензел можна почути на записі шоу в оригінальному бродвейському виконанні (OBC). Під час свого передостаннього виступу 8 січня 2005 року вона провалилася в люк під час сцени танення і зламала нижнє ребро. Ця травма не дозволила їй виступити у фінальному шоу 9 січня. Однак Менцел з'явилася на цьому виступі в червоному спортивному костюмі, виконала свою останню пісню і отримала п'ятихвилинну овацію стоячи. Наступною Ельфабою, яка замінила Мензел, стала Шошана Бін. У 2010 році читачі сайту Broadway.com визнали Мензел своєю улюбленою виконавицею ролі Ельфаби серед одинадцяти актрис, які на той час грали цю роль на Бродвеї.
Популярність мюзиклу, персонажа Мензел та її авторської пісні «Defying Gravity» принесли їй прихильників у музичному театрі. Покинувши шоу у 2005 році, вона повторно зіграла роль в оригінальній постановці мюзиклу в театрі Вест-Енду до 2006 року, ставши найбільш високооплачуваною актрисою в історії театру. У 2014 році Мензел повернулася на Бродвей у ролі Елізабет Вон у мюзиклі «Якщо/Тоді», за яку отримала третю номінацію на премію «Тоні».
Завдяки своїй переконливій сценічній присутності та потужному меццо-сопрано, Мензел отримала прізвисько «Королева Бродвею» та репутацію однієї з найвпливовіших сценічних акторок свого покоління.
Мензел почала зніматися в кіно і на телебаченні на початку 2000-х років. Після повторного виконання своєї ролі у «Богемі», в екранізації мюзиклу 2005 року, вона отримала роль Ненсі Тремейн у музичному фентезі-фільмі Disney «Зачарована» (2007), а згодом повернулася до цієї ролі у сиквелі 2022 року. Вона грала постійного персонажа Шелбі Коркоран у музичному телесеріалі «Хор» з 2010 по 2013 рік. З 2013 року Мензел озвучує Ельзу у франшизі Disney «Крижане серце», яка включає два найкасовіші анімаційні фільми всіх часів. «Let It Go», пісня, яку вона записала для першого фільму, посіла п'яте місце в чарті «Billboard» Hot 100, що зробило її першою акторкою-лауреаткою премії «Тоні», чия пісня потрапила в найкращі 10 пісень чарту, і закріпило її статус успішного кросовера. Відтоді Мензел виконує ролі другого плану у великих кінопроєктах, серед яких «Неграновані коштовності» (2019), «Попелюшка» (2021) та «Тебе не запрошено на мою бат-міцву» (2023).
Як виконавиця та авторка пісень Мензел випустила сім студійних альбомів, серед яких «I Stand» (2008) та «Holiday Wishes» (2014); останній посів шосте місце в чарті Billboard 200, ставши її найрейтинговішим студійним альбомом.

## Особисте життя
11 січня 2003 року Мензел одружилася з актором Теєм Діґґзом, з яким познайомилася у 1995 році на постановці мюзиклу «Богема». 2 вересня 2009 року народила сина Волкера Натаніеля Діґґза. 2013 року стало відомо, що Мензел та Діґґз розійшлися після 10 років шлюбу. 3 грудня 2014 вони остаточно розлучилися. Її двоюрідний брат — Скотт Мензел — кінокритик.
Мензел почала зустрічатися з актором Аароном Лором, у квітні 2015 року вони з'явилися разом на вечері асоціації кореспондентів Білого дому. У серпні 2015 року Мензел і Лор придбали будинок в Енсіно, Лос-Анджелес, Каліфорнія. 23 вересня 2016 року, Мензел через сторінку у Twitter оголосила про заручини. 22 вересня 2017 року пара одружилася на закритій церемонії.

## Фільмографія

### Фільми
| Рік  | Назва                                | Роль                                             | Нотатки                                             |
| ---- | ------------------------------------ | ------------------------------------------------ | --------------------------------------------------- |
| 2001 | «Kissing Jessica Stein»              | наречена                                         |                                                     |
| 2002 | «Просто поцілунок»                   | Лінда                                            |                                                     |
| 2004 | «The Tollbooth»                      | Ракель Коен-Флексман                             |                                                     |
| 2004 | «Water»                              | Джессі Тернер                                    |                                                     |
| 2005 | «Rent»                               | Морін Джонсон                                    |                                                     |
| 2006 | «Ask the Dust»                       | Віра Рівкін                                      |                                                     |
| 2007 | «ShowBusiness: The Road to Broadway» | Грає саму себе                                   | Записано «Lullaby of Broadway» для фінальних титрів |
| 2007 | «Зачарована»                         | Ненсі Тремейн                                    |                                                     |
| 2007 | «Беовульф»                           | Recorded «A Hero Comes Home» for the end credits |                                                     |
| 2013 | «Крижане серце»                      | Ельза (озвучування)                              |                                                     |
| 2015 | «Крижана лихоманка»                  | Ельза (озвучування)                              | Короткометражка                                     |
| 2017 | «Крижане серце: Різдво з Олафом»     | Ельза (озвучування)                              | Короткометражка                                     |
| 2018 | «Ральф-руйнівник 2»                  | Ельза (озвучування)                              |                                                     |
| 2019 | «Крижане серце 2»                    | Ельза (озвучування)                              |                                                     |
| 2019 | «Неграновані коштовності»            | Діна Ратнер                                      |                                                     |
| 2021 | «Попелюшка»                          | Вівіан                                           |                                                     |
| 2022 | «Зачарована 2»                       | Ненсі Тремейн                                    |                                                     |
| 2023 | «Ти не запрошений на мою бат-міцву»  | Брі Фрідман                                      |                                                     |
| 2023 | «Одного разу на студії»              | Ельза (озвучування)                              | Короткометражка                                     |
| TBA  | «Крижане серце 3»                    | Ельза (озвучування)                              |                                                     |

### Телебачення
| Рік       | Назва                                  | Роль                           | Нотатки                                                             |
| --------- | -------------------------------------- | ------------------------------ | ------------------------------------------------------------------- |
| 1998      | «Hercules: The Animated Series»        | Кірка (голос)                  | 1 епізод                                                            |
| 2004      | «Rescue Me»                            | Керол                          | 1 епізод                                                            |
| 2005      | «Kevin Hill»                           | Франсін Прескотт               | 2 епізоди                                                           |
| 2009      | «Приватна практика»                    | Ліза Кінг                      | 2 епізоди                                                           |
| 2009      | «Great Performances: Chess in Concert» | Флоренс Вессі                  | 1 епізод                                                            |
| 2010 — 13 | «Хор»                                  | Шелбі Коркоран                 | 12 епізодів; повторювана роль                                       |
| 2010      | «Wonder Pets»                          | Чирвова Королева (озвучування) | 1 епізод, «Adventures in Wonderland» (спеціальний запрошений гість) |
| 2010      | «Вулиця Сезам»                         | Грає саму себе                 | 1 епізод                                                            |
| 2011      | «The Glee Project»                     | Грає саму себе                 | Сезон 1, епізод 2: «Theatricality»                                  |
| 2015      | «Arthur»                               | Д-р Пола (озвучування)         | Сезон 18, епізод 10: «Shelter from the Storm»                       |
| 2016      | «Lego Frozen Northern Lights»          | Ельза (озвучування)            | Спецвипуск                                                          |
| 2017      | «Beaches»                              | Сі Сі (Сесілія Керол) Блум     | Телевізійний фільм                                                  |
| 2017      | «Julie's Greenroom»                    | Грає саму себе                 | Епізод: «The Show Must Go On»                                       |
| 2017      | «Ant & Dec's Saturday Night Takeaway»  | запрошена ведуча               | Сезон 14, епізод 7                                                  |

### Інше
| Рік       | Назва                                  | Роль                | Нотатки               |
| --------- | -------------------------------------- | ------------------- | --------------------- |
| 2013      | «Disney Infinity»                      | Ельза (озвучування) | Відеогра              |
| 2014      | «Disney Infinity: Marvel Super Heroes» | Ельза (озвучування) | Відеогра              |
| 2015      | «Disney Infinity 3.0»                  | Ельза (озвучування) | Відеогра              |
| 2015 — 16 | «Sirius Satellite Radio»               | Гість DJ            | Радіошоу; 20 епізодів |

## Дискографія
- «Still I Can't Be Still» (1998)
- «Here» (2004)
- «I Stand» (2008)
- «Live: Barefoot at the Symphony» (2012)
- «Holiday Wishes» (2014)
- «idina.» (2016)

## Нагороди та номінації

### Театр
| Рік  | Нагорода                                   | Категорія                                           | Номінована робота      | Результат |
| ---- | ------------------------------------------ | --------------------------------------------------- | ---------------------- | --------- |
| 1995 | Obie Award                                 | Special Citations                                   | «Богема»               | Перемога  |
| 1996 | Премія Тоні                                | Best Performance by a Featured Actress in a Musical | «Богема»               | Номінація |
| 2000 | Драма Деск                                 | Outstanding Featured Actress in a Musical           | «The Wild Party»       | Номінація |
| 2004 | Премія Тоні                                | Best Actress in a Musical                           | «Зла»                  | Перемога  |
| 2004 | Драма Деск                                 | Outstanding Actress in a Musical                    | «Зла»                  | Номінація |
| 2004 | Drama League Award                         | Distinguished Performance                           | «Зла»                  | Номінація |
| 2004 | Outer Critics Circle Award                 | Outstanding Actress in a Musical                    | «Зла»                  | Номінація |
| 2004 | Broadway.com Audience Award                | Best Lead Actress in a Musical                      | «Зла»                  | Перемога  |
| 2004 | Broadway.com Audience Award                | Best Diva Performance                               | «Зла»                  | Перемога  |
| 2004 | Broadway.com Audience Award                | Best Onstage Pair (w/ Kristin Chenoweth)            | «Зла»                  | Перемога  |
| 2005 | Драма Деск                                 | Best Lead Actress in a Musical                      | «See What I Wanna See» | Номінація |
| 2005 | Drama League Award                         | Distinguished Performance                           | «See What I Wanna See» | Номінація |
| 2005 | Broadway.com Audience Award                | Favorite Diva Performance                           | «See What I Wanna See» | Номінація |
| 2005 | Broadway.com Audience Award                | Favorite Ensemble Performance                       | «See What I Wanna See» | Номінація |
| 2006 | Whatsonstage.com Theatregoers Choice Award | Best Actress in a Musical                           | «Зла»                  | Перемога  |
| 2014 | Tony Award                                 | Best Performance by a Leading Actress in a Musical  | «If/Then»              | Номінація |
| 2014 | Drama League Award                         | Distinguished Performance                           | «If/Then»              | Номінація |
| 2014 | Драма Деск                                 | Outstanding Actress in a Musical                    | «If/Then»              | Номінація |
| 2014 | Broadway.com Audience Award                | Best Leading Actress in a Musical                   | «If/Then»              | Перемога  |
| 2014 | Broadway.com Audience Award                | Best Onstage Pair (w/ James Snyder)                 | «If/Then»              | Перемога  |
| 2014 | Broadway.com Audience Award                | Best Diva Performance                               | «If/Then»              | Номінація |

| Рік  | Нагорода                                      | Категорія                              | Номінована робота | Результат |
| ---- | --------------------------------------------- | -------------------------------------- | ----------------- | --------- |
| 2005 | Washington D.C. Area Film Critics Association | Best Ensemble                          | «Богема»          | Номінація |
| 2005 | Кінопремія «Вибір критиків»                   | Best Acting Ensemble                   | «Богема»          | Номінація |
| 2005 | Кінопремія «Вибір критиків»                   | Best Song Performance                  | «Богема»          | Номінація |
| 2013 | Alliance of Women Film Journalists            | Найкращий анімаційний жіночий персонаж | «Крижане серце»   | Номінація |
| 2014 | World Music Award                             | Найкраща пісня написана для фільму     | «Крижане серце»   | Перемога  |
| 2014 | Satellite Award                               | Найкраща оригінальна пісня             | «Крижане серце»   | Номінація |
| 2014 | Teen Choice Award                             | Choice Music: Single                   | «Крижане серце»   | Номінація |
| 2014 | Teen Choice Award                             | Choice Actress: Voice                  | «Крижане серце»   | Перемога  |
| 2014 | Billboard Music Award                         | Top Streaming Video                    | «Крижане серце»   | Номінація |
| 2014 | Billboard Music Award                         | Найкращий саундтрек                    | «Крижане серце»   | Перемога  |
| 2014 | American Music Awards                         | Найкращий саундтрек                    | «Крижане серце»   | Перемога  |

| Рік  | Нагорода          | Категорія          | Номінована робота | Результат |
| ---- | ----------------- | ------------------ | ----------------- | --------- |
| 2010 | Teen Choice Award | Вибір музики: Гурт | «Хор»             | Номінація |